# Rombolisna baršunica
Rombolisna baršunica (lat. Sida rhombifolia), najrasprostranjenija vrsta baršunice, trajnice iz porodice sljezovki. Domovina su joj Afrika i jug Azije (od Pakistana na zapadu ,na istok do Japana. Introducirana po mnogim zemljama, Sjevernu i Južnu Ameriku, dijelove Europe (kao Portugal i Belgija) a ima je i u Hrvatskoj gdje je nazivaju rombolisna baršunica.
Stabljike su uspravne, raširene i razgranate, narastu od 50 do 120 centimetara u visinu, a donji su dijelovi drvenasti. Tamnozeleni listovi u obliku romba raspoređeni su naizmjence duž stabljike, dugi 4 do 8 centimetara, s peteljkama koje su manje od trećine duljine listova. Listovi su odozdo bljeđi, s kratkim, sivkastim dlačicama. Peteljke imaju male bodljikave stipule u osnovi.

## Podvrste
- Sida rhombifolia var. afrorhomboidea Verdc.
- Sida rhombifolia var. afroscabrida Verdc.
- Sida rhombifolia subsp. alnifolia (L.) Ugbor.
- Sida rhombifolia var. maderensis (Lowe) Lowe
- Sida rhombifolia var. petherickii Verdc.
- Sida rhombifolia subsp. retusa (L.) Borss.Waalk.
- Sida rhombifolia subsp. rhombifolia
- Sida rhombifolia var. riparia Burtt Davy
- Sida rhombifolia var. scabrida (Wight & Arn.) Mast.
- Sida rhombifolia var. serratifolia (R.Wilczek & Steyaert) Verdc.

## Sinonimi
- Diadesma rhombifolia (L.) Raf.
- Malva rhombifolia (L.) E.H.L.Krause
- Napaea rhombifolia (L.) Moench

- S. rhombifolia
- S. rhombifolia
- S. rhombifolia
- S. rhombifolia